# Lac Tahkenitch
Le lac Tahkenitch (en anglais : Tahkenitch Lake) est un lac américain dans le comté de Douglas, en Oregon. Il est situé à 6 mètres d'altitude.